# Siemens Alstom
Siemens Alstom S.A. var det tilltänkta namnet på ett föreslaget ombildat Alstom S.A. efter en fusion mellan nuvarande Alstom och divisionen Siemens Mobility inom konglomeratet Siemens AG. Ett sammanslaget företag skulle ha blivit en dominerande europeisk tillverkare av rälsfordon och signalsystem. Planerna stoppades därför av EU-kommissionen i februari 2019.
I september 2017 informerade Alstom och Siemens om ett förslag att slå samman Siemens Mobility med franska Alstom. Det nya företaget, med arbetsnamnet Siemens Alstom, planerades av parterna att bildas vid årsskiftet 2018/2019, ha sitt säte i Paris och ha omkring 62 000 anställda i över 60 länder.
Alstoms dominerande aktieägare Bouygues och den franska staten, samt den tyska federala regeringen stod bakom Alstoms och Siemens planer. Den föreslagna affären krävde godkännande av bland andra Europeiska unionen och USA:s Federal Trade Commission.

## Bakgrund
Spårfordonsbranschen har under senare decennier varit föremål för omfattande omstruktureringar. Under slutet av 1980-talet slogs BBC (med huvudkontor i Schweiz men den största produktionsanläggningen i Tyskland, Mannheim) samman med svenska Asea och bildade ABB. Under en följd av år avvecklades spårfordonstillverkningen i hela Skandinavien (NEBB och Strømmens i Norge, Scandia i Danmark, Kalmar Verkstad i Kalmar samt Aseas loktillverkning i Västerås). En liknande utveckling har skett i stora delar av Europa där de tre huvudblocken var Siemens, Alstom och ABB. ABB sålde i sin tur sin järnvägsverksamhet till kanadensiska Bombardier och kvar stod de två huvudkonkurrenterna Alstom och Siemens.
Exempel på större företagsaffärer i Asien under 2010-talet i branschen är fusionen mellan kinesiska CNR och CSR till världens största tågtillverkare CRRC 2015 och japanska Hitachis köp av italienska Ansaldobreda 2015. Schweiziska Stadler köpte tyska Vossloh's loktillverkning 2017, amerikanska Wabtec Corporations köpte franska Faivaley Transport 2016 och Siemens köpte brittiska Invensys division Invensys Rail 2013.
Snabbtågstillverkningen i USA har sedan 1970-talet ofta skett med licens från utlandet. Idag finns inga amerikanskägda tågtillverkare i USA.

## Mål med fusionen
Målet med fusionen var att bilda ett företag för rälsbundna transportsystem, vilket kan bli ett ledande världsföretag. Framför allt är det en fråga om möjlighet att framgångsrikt konkurrera med det kinesiska CRRC med 183 000 anställda.

## Genomförande
Alstoms och Siemens tidplan var ursprungligen att affären skulle vara genomförd vid årsskiftet 2018/2019. En skriftlig överenskommelse mellan företagen träffades i mars 2018.
 Europeiska kommissionen beslutade i februari 2019 att inte tillåta fusionen.